# Gaeta
Gaeta (łac. Caieta) – niewielkie portowe miasto we Włoszech, na wybrzeżu Morza Tyrreńskiego, w regionie Lacjum, prowincji Latina. Nazwa pochodzi najprawdopodobniej od "kaiàdas" lub "kaiètas", czyli jaskinia. Od miasta pochodzi imię Kajetan. Mieści się tu baza operacji morskich NATO.
Na szczycie Monte Orlando znajduje się mauzoleum rzymskiego senatora, konsula i cenzora Lucjusza Munatiusa Plancusa.

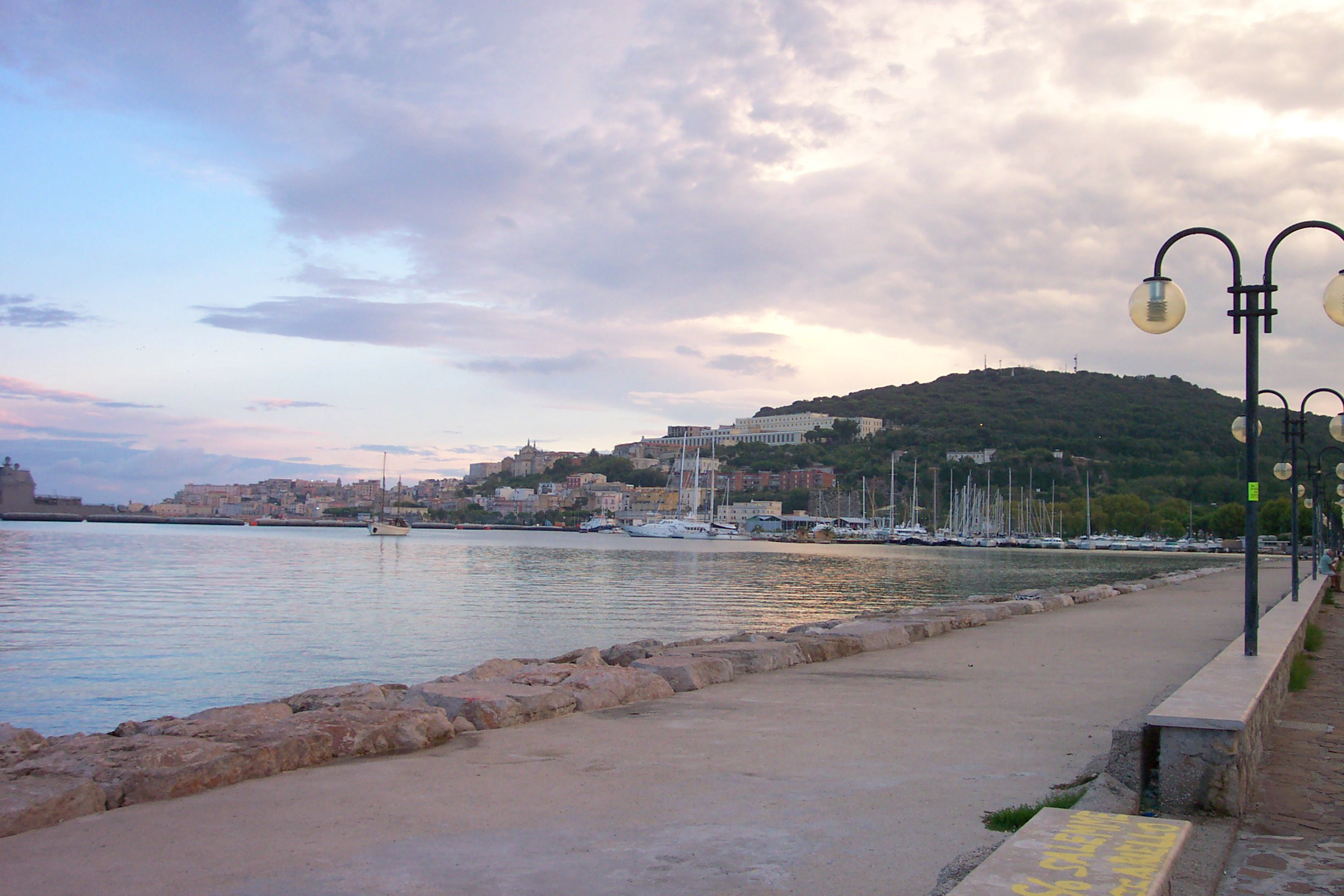
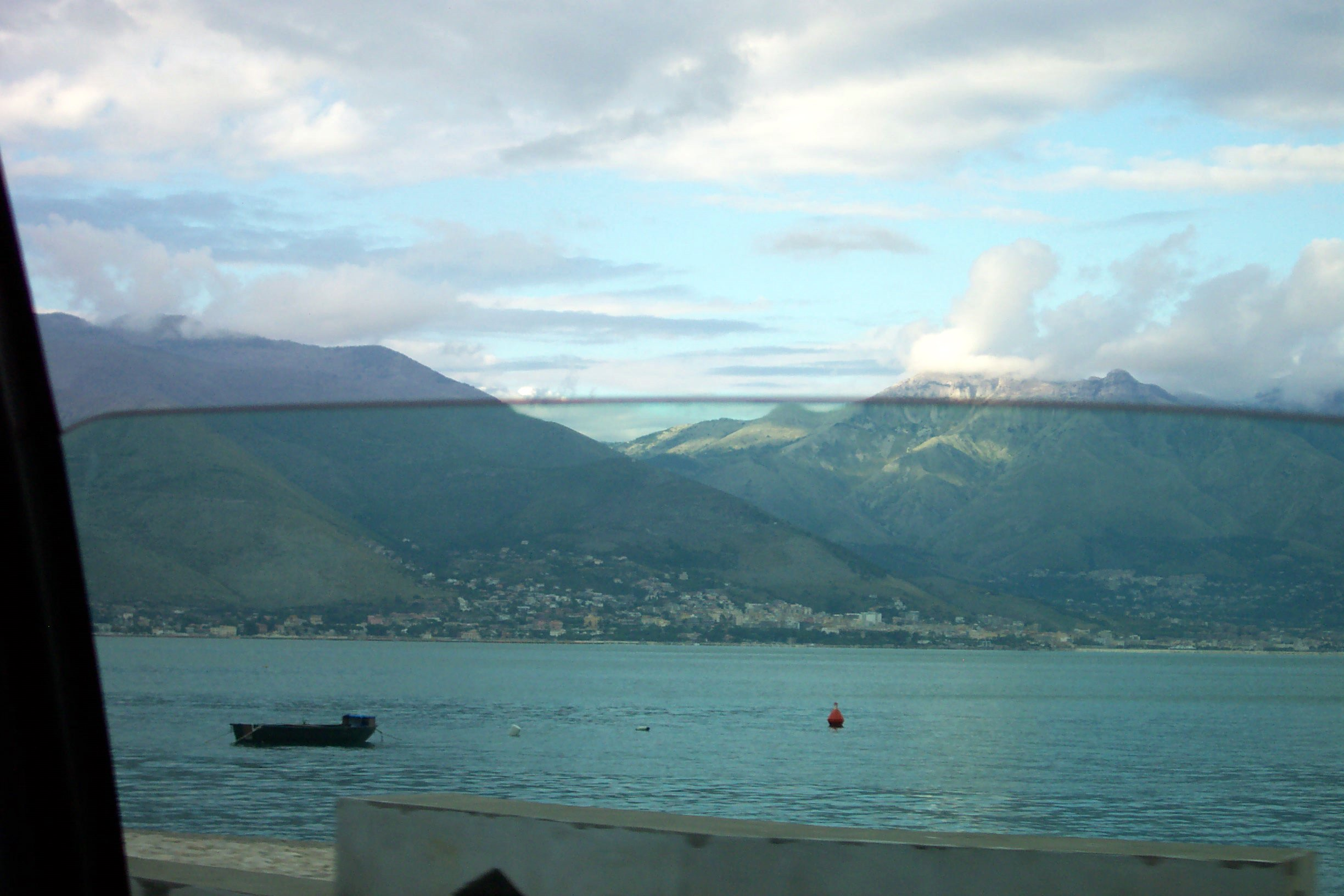
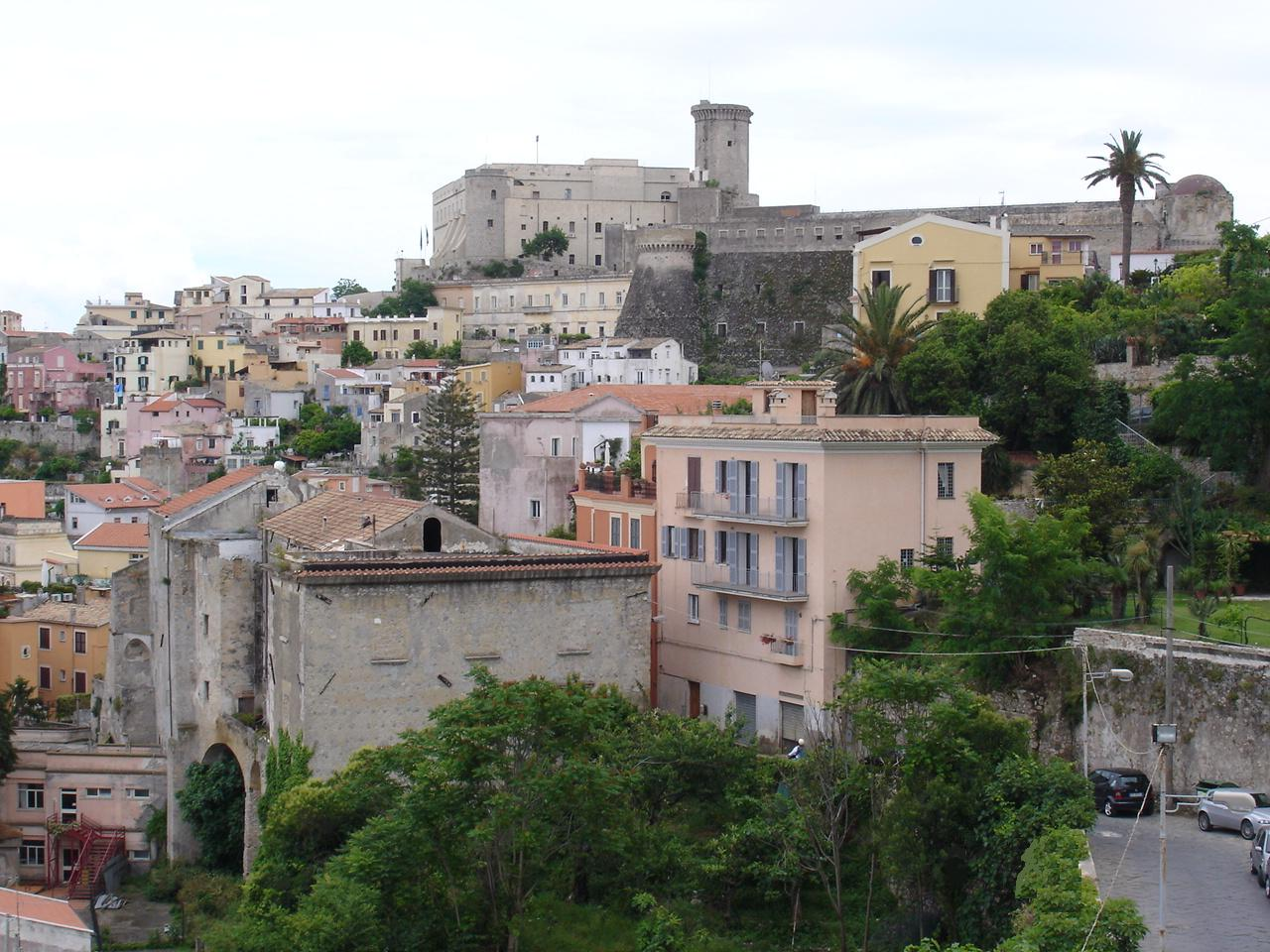
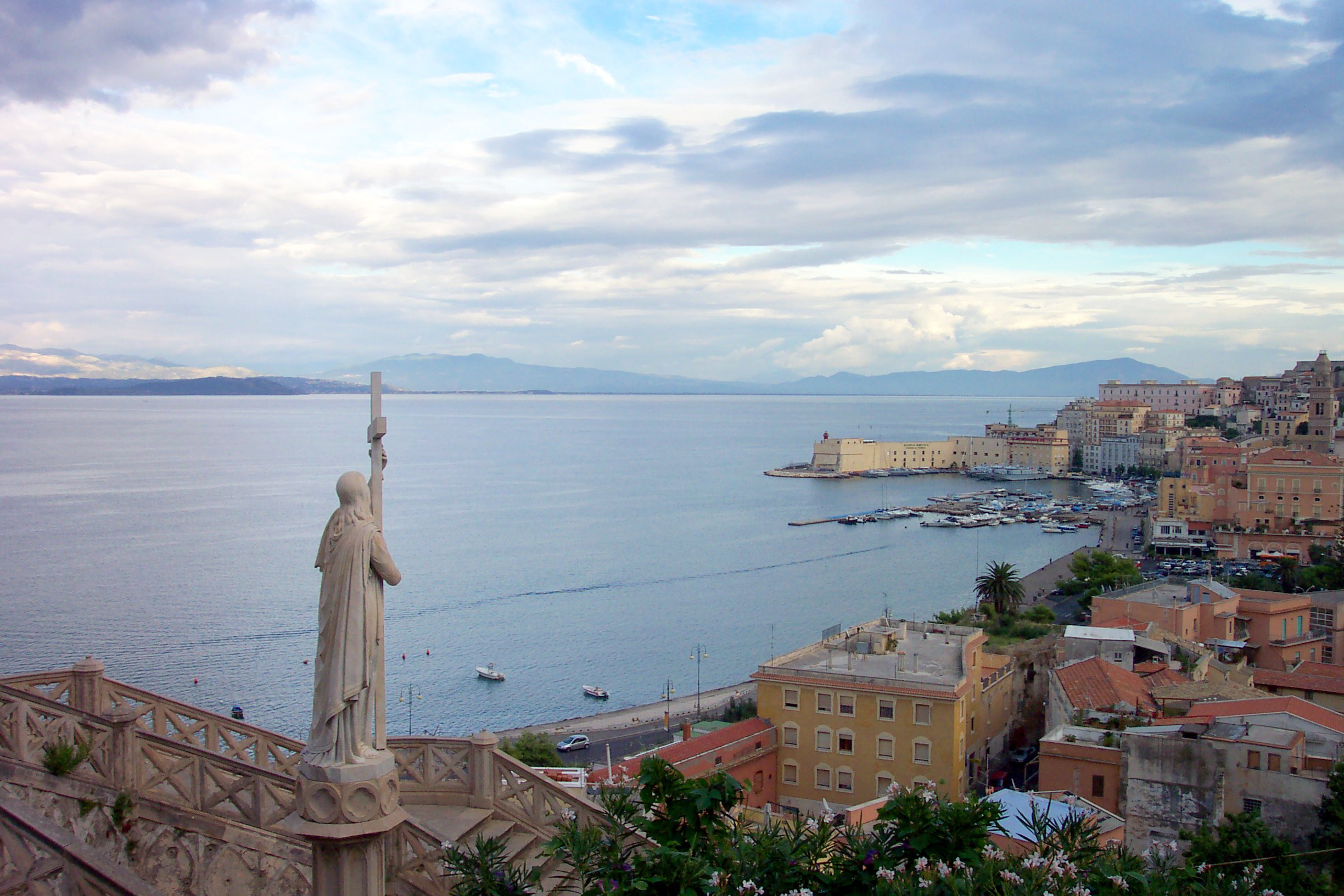

Pierwsze zapiski o Gaecie pochodzą z IX wieku.
6 sierpnia 1734 zdobyte po czteromiesięcznym oblężeniu przez siły francusko-hiszpańskie, które pokonały austriacki garnizon podczas wojny o sukcesję polską.
Według danych na rok 2004 gminę zamieszkuje 21 135 osób, a gęstość zaludnienia wynosi 754,8 os./km².
Najprawdopodobniej od antycznej nazwy tego miasta pochodzi imię Kajetan, tzn. pochodzący z Caiety.
W mieście znajduje się zamek i dawne więzienie Castello di Gaeta.
Urodził się tutaj Jan Coniulo z Gaety, późniejszy papież Gelazjusz II.

## Miasta partnerskie
- Cetynia, Czarnogóra
- Frontignan, Francja
- Cambridge (Massachusetts), USA